# Denzlingen
Denzlingen település Németországban, azon belül Baden-Württembergben. Lakosainak száma 13 899 fő (2023. december 31.).

## Népesség
A település népessége az elmúlt években az alábbi módon változott:
| Lakosok száma | 8497 | 13 712 | 13 538 | 13 544 | 13 686 | 13 910 | 13 899 |
|               | 1975 | 2010   | 2017   | 2019   | 2021   | 2022   | 2023   |